# Kaltzeit

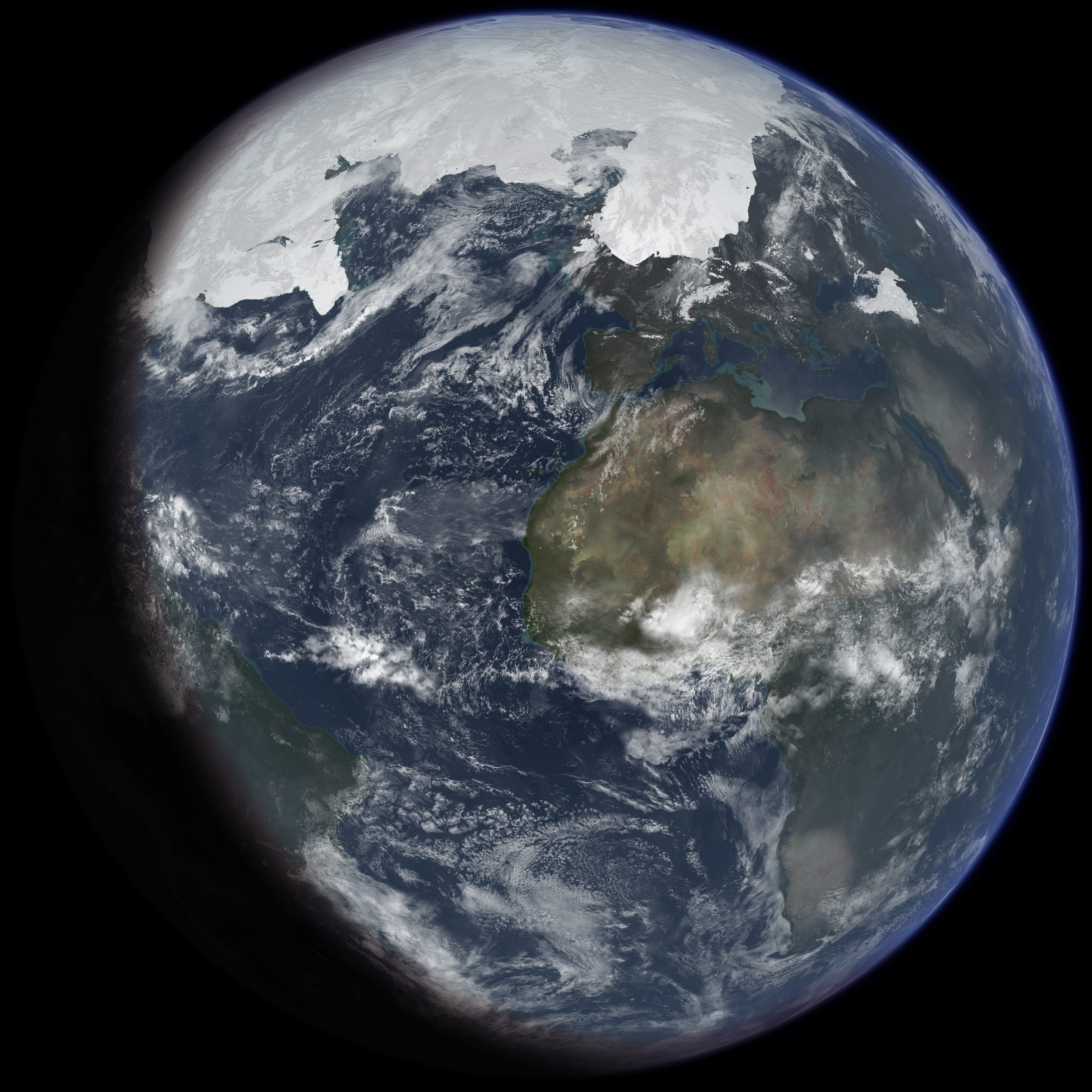
Computergenerierte Ansicht der Erde während der letzten Kaltzeit

Als Kaltzeit oder Kryomer bezeichnet man in Klimageschichte und Geologie einen Zeitraum innerhalb eines Eiszeitalters mit im Durchschnitt tieferen Temperaturen zwischen zwei Zeitabschnitten mit durchschnittlich höheren Temperaturen, sogenannten Warmzeiten. Die Ausdrücke Eiszeit und Glazial werden zum Teil synonym dazu verwendet, zum Teil auch auf Phasen mit weiter ausgedehnter Vereisung beschränkt.
Die Wechsel zwischen Kalt- und Warmzeiten innerhalb der letzten Million Jahre ist oszillierend mit einer Periodizität von etwa 100.000 Jahren.
Dieselbe Kaltzeit wird in verschiedenen Regionen der Erde meist unterschiedlich benannt. So wird die letzte Kaltzeit mit ihrem Maximum vor etwas mehr als 20.000 Jahren im nördlichen Mitteleuropa als Weichsel-, im nördlichen Alpenraum als Würm-, in Nordrussland als Waldai-, in Sibirien als Zyryanka-, auf den Britischen Inseln als Devensian-, auf Irland als Midlandian-, in Nordamerika als Wisconsin-, in Venezuela als Mérida-, in Chile als Llanquihue- und in Neuseeland als Otira-Kaltzeit bezeichnet.

## Ursachen

### Forschungsgeschichte

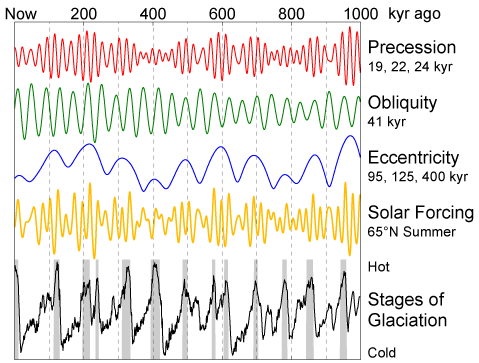
Diagramm der Milanković-Zyklen im Verlauf der letzten 1 Million Jahre, mit den Zyklen der Präzession (Precession) und der Neigung der Erdachse (Obliquity) sowie der Exzentrizität der Erdbahn (Excentricity). Zudem aufgetragen sind die Schwankungen der Intensität der Solarstrahlung (Solar Forcing) sowie die Kalt- und Warmzeiten des jüngeren Pleistozäns (Stages of Glaciation).

Die Suche nach den Ursachen für die beinahe regelmäßigen Wechsel von Glazial- und Interglazialstadien innerhalb des derzeitigen Eiszeitalters gehört auch heute noch zu den Herausforderungen für die Paläoklimatologie. Sie ist eng mit den Namen James Croll und Milutin Milanković verbunden. Beide hatten Ideen des Franzosen Joseph-Alphonse Adhémar aufgegriffen, wonach Veränderungen der Erdbahngeometrie die Ursache für wiederkehrende Kaltzeiten seien.
Die Veränderung der Erdbahngeometrie wird durch wechselseitige Gravitationskräfte im System Sonne, Planeten, Mond hervorgerufen. Sie ändern die Form der elliptischen Erdbahn (Exzentrizität) um die Sonne mit einer Periode von etwa 100.000 Jahren, die Neigung der Erdachse zur Umlaufbahn mit einer Periode von etwa 40.000 Jahren (Schiefe der Ekliptik), während die Tag-und-Nacht-Gleiche auf der elliptischen Umlaufbahn etwa nach 20.930 Jahren wieder dieselbe Position auf der Ellipse einnimmt (Tropische Apsidendrehung). Durch diese sogenannten Milanković-Zyklen verändert sich periodisch die Verteilung der Sonnenenergie auf der Erde.
Angeregt durch den deutschen Meteorologen Wladimir Peter Köppen formulierte Milutin Milanković 1941 in seiner Arbeit Der Kanon der Erdbestrahlung und seine Anwendung auf das Eiszeitproblem die Hypothese, dass eine Kaltzeit immer dann auftritt, wenn die Sommersonneneinstrahlung in hohen nördlichen Breiten minimal wird. Kühle Sommer sind nach Köppen für den Eisaufbau entscheidender als kalte Winter. Milanković suchte also dort nach den Ursachen für Kaltzeiten, wo sie am offensichtlichsten sind, in den hohen nördlichen Breiten.
Die Variationen der Erdbahnparameter (Milanković-Zyklen) waren Auslöser und geeignete Randbedingungen, deren Wirkung aber noch durch andere Faktoren verstärkt wurde. So werden als eine Ursache für den Beginn sowohl der antarktischen wie der nordhemisphärischen Vereisung tektonische Vorgänge und deren Einfluss auf die ozeanische Zirkulation angenommen. Außerdem ist der CO2-Gehalt der Atmosphäre ein wesentlicher Faktor, der mit den Temperaturschwankungen eine enge Kopplung aufweist, wie verschiedene Untersuchungen von Eisbohrkernen der Antarktis und Grönlands, die Eis der letzten 800.000 Jahre enthalten, belegen. Danach soll die Konzentrationsabnahme des Treibhausgases Kohlendioxid (zusammen mit Methan und Distickstoffoxid) für ca. ein Drittel der Temperaturveränderung zwischen Warm- und Kaltzeit stehen, nach einer jüngeren Veröffentlichung sogar für die Hälfte. Andere positive Feedbackprozesse wie die Eis-Albedo-Rückkopplung, die Vegetationsbedeckung und die Variabilität des Wasserdampfgehaltes in der Atmosphäre spielten eine zusätzliche Rolle. Für die Schwankungen in den Kaltzeiten zwischen sogenannten Stadialen und Interstadialen werden Rückkopplungseffekte im Zusammenhang mit der thermohalinen Zirkulation angenommen.

### Aktuelle Thesen
Nach heutigem Forschungsstand sind die von Milanković nachgewiesenen Zyklen zwar die Ursache für Temperaturdepressionen, doch bedingen diese nur eine Abnahme von wenigen Zehntel Kelvin, erfassen nur eine Hemisphäre und waren darüber hinaus auch schon im Präkambrium präsent, wo es nach heutigem Wissensstand nicht zu einem solch markanten Wechsel von Warm- und Kaltzeiten kam. Auch ist letztlich ungeklärt, warum der Wechsel zwischen Warm- und Kaltzeiten bis vor etwa einer Million Jahren im Rhythmus von 41.000 Jahren, dann seit der sogenannten Mid-Pleistocene Revolution aber alle 100.000 Jahre erfolgte. Die Periodendauer von 41.000 Jahren wird mit der Schwankung der Erdachsenneigung in Zusammenhang gebracht, während die Periodendauer von 100.000 Jahren mit der Exzentrizität der Erdbahn in Zusammenhang stehen könnte, dabei aber die bei weitem schwächste der von Milanković vorhergesagten Frequenzen ist. Man nimmt an, dass Verstärkungen der Milanković-Zyklen durch Prozesse innerhalb des Erdklimas die Ursache  dafür sind. Daher gibt es mehrere Ursachen, die sowohl exogenen als auch endogenen Ursprungs sind, für die pleistozänen Wechsel. Das Zusammenspiel von tektonischen, astronomischen, ozeanischen und klimatischen Prozessen ist offenbar gegeben, da jeder einzelne Prozess nicht in der Lage ist, globale Kaltzeiten hervorzurufen.

## Abfolge von jüngsten Kaltzeiten
Vor der gegenwärtigen Zwischeneiszeit (Warmzeit), dem Holozän, wurden während des Pleistozäns in Mitteleuropa zum Beispiel folgende mit Vereisungen verbundene Kaltzeiten festgestellt:
- Weichsel-Kaltzeit bzw. Würm-Kaltzeit 115.000 Jahre bis 10.000 Jahre v. Chr.
- Saale-Eiszeit bzw. Riß-Kaltzeit mit ihren Gliederungen vor etwa 300.000 bis 126.000. Jahren
- Elster-Kaltzeit bzw. Mindel-Kaltzeit, min. vor 460.000 bis max. vor 320.000 Jahren
- Elbe-Kaltzeit bzw. Günz-Kaltzeit ca. vor 800.000 bis 600.000 Jahren

## Nachweise
Die einzelnen Kalt- und Warmzeiten sowie die südlichen Ausbreitungsgrenzen der Binnenvereisung können anhand mehrerer Indizien nachgewiesen werden. Dazu gehören die Verfrachtung von Steinen  und Geröll von den skandinavischen Gebirgen nach Süden (Findlinge), typische Überformungen von Gesteinen durch Geröll führende Gletscher (Riefen), Sedimente und Geländetopolgien (Endmoränen), Fossilien (Samen, Pollen, Pflanzen- und Tierreste) in Sedimenten in Seen und dem Boden sowie in neuerer Zeit die nebenstehend abgebildeten, im antarktischen Binneneis in Lufteinschlüssen konservierten Kohlendioxidgehalte der Atmosphäre.

### Sedimentablagerungen während Glazialen
Material aus Gletscherbächen oder Schmelzwässern des Inlandeises wird zwar vom fließenden Wasser abgelagert; ihre Entstehung ist aber an das Vorkommen von Gletschern geknüpft. Diese Erscheinungen werden glazifluvial, glazifluviatil oder fluvioglazial genannt, je nachdem ob die Aktion des Eises oder des fließenden Wassers im näheren Umfeld dominiert. Hierzu gehören die Übergangskegel in Gletschernähe, deren Gerölle im Allgemeinen noch wenig gerundet sind. Die Materialsortierung ist zwar bereits vorhanden aber undeutlich. Mit zunehmender Entfernung vom Gletscher sind die glazifluvialen Ablagerungen zwar rein fluviatil, jedoch ohne den Gletscher nicht zu erklären. Bekannt sind die Sander in Norddeutschland.
Die glaziäolischen Ablagerungen verdanken ihre Bildung dem Wind und dem Gletscher, aus dessen Vorland ihr Material stammt. In Mitteleuropa gehören dazu der Löss sowie Flugsandablagerungen (Düne).
Glaziolimnische Ablagerungen werden im Becken eines Sees abgelagert, der durch das Eis aufgestaut wird. Auch hier ist die Entstehung der Ablagerungen ohne den Gletscher nicht denkbar.
Material, das durch Gletscher und Gletscherflüsse im Meer abgelagert worden ist, bezeichnet man als glazimarin.

## Auswirkungen
Die Kaltzeiten hatten gravierende Auswirkungen auf die Tier- und Pflanzenwelt sowie die Besiedlung durch den Menschen. Durch Übereisung erlosch jegliches Leben und es wanderte erst mit Rückgang des Eises wieder ein. Der Prozess der Einwanderung nach der letzten Eiszeit ist in Nord- und Mitteleuropa auch heute noch nicht abgeschlossen.